# 鶏小島
鶏小島（にわとりこじま）は、瀬戸内海のほぼ中央、芸予諸島の一つ伯方島の南約100mの沖合いにある無人島。愛媛県今治市（合併前は旧伯方町）に属する。

## 地理
西に瀬戸内しまなみ海道の伯方・大島大橋や見近島が、南南東に鵜島がある。島の周囲は伯方島と大島との間の宮窪瀬戸の中でもとりわけ潮流の早い船折瀬戸である。島というより2つの岩がくっついたような形をしている小島であり、山頂には灯台が設置されている。全島が瀬戸内海国立公園に含まれる。

## 言い伝え
島名の由来は、神功皇后が三韓征伐の帰途、伯方島の有津の浜で休んでいたところ、三韓から持ち帰った金鶏がこの島に逃げ込み住み（棲み）着いたという伝説による。このため、元日に「トーテンコー」の鳴き声を聞くと幸運に恵まれるという言い伝えがある。
船折瀬戸に住み（棲み）着いているといわれる妖怪の伝説もある。。